# Tuyến bã nhờn
Tuyến bã nhờn là các tuyến ngoại tiết siêu nhỏ trong da tiết ra một chất nhờn hoặc sáp, được gọi là bã nhờn, để bôi trơn và chống thấm da và tóc của động vật có vú.  Ở người, chúng xuất hiện với số lượng lớn nhất trên mặt và da đầu, nhưng cũng xuất hiện trên tất cả các bộ phận của da ngoại trừ lòng bàn tay và lòng bàn chân.  Loại bài tiết của tuyến bã nhờn được gọi là holocrine.  Ở mí mắt, tuyến meibomian, còn được gọi là tuyến tarsal, là một loại tuyến bã nhờn tiết ra một loại bã nhờn đặc biệt thành nước mắt.  Các tuyến cực bao quanh núm vú nữ là một ví dụ khác của tuyến bã nhờn.
Điểm Fordyce là tuyến bã nhờn (đặt sai vị trí) thường thấy trên môi, nướu và má trong và bộ phận sinh dục.
Một số bệnh liên quan liên quan đến bã nhờn bao gồm mụn trứng cá, u nang bã nhờn, bã nhờn hyperplasia và adenoma bã nhờn.  Chúng thường do các tuyến bã nhờn hoạt động quá mức, tạo ra bã nhờn dư thừa.

## Kết cấu

### Vị trí
Các tuyến bã nhờn được tìm thấy trên tất cả các khu vực của da, ngoại trừ lòng bàn tay và lòng bàn chân.  Có hai loại tuyến bã nhờn, những loại kết nối với nang lông và những loại tồn tại độc lập.
Các tuyến bã nhờn được tìm thấy trong các khu vực phủ đầy lông, nơi chúng được kết nối với các nang tóc.  Một hoặc nhiều tuyến có thể bao quanh mỗi nang lông và bản thân các tuyến được bao quanh bởi các cơ pili mảng, tạo thành một đơn vị pilo bã nhờn.  Các tuyến có cấu trúc acinar (giống như một quả mọng nhiều thùy), trong đó nhiều tuyến tách ra khỏi một ống trung tâm.  Các tuyến gửi bã nhờn trên các sợi lông, và đưa nó lên bề mặt da dọc theo thân lông.  Cấu trúc bao gồm tóc, nang lông, cơ pili mảng và tuyến bã là một sự xâm lấn biểu bì được gọi là một đơn vị pilosebaceous.
Các tuyến bã nhờn cũng được tìm thấy ở những vùng không có lông (da bóng) của mí mắt, mũi, dương vật, môi âm hộ, màng nhầy bên trong của má và núm vú.  Một số tuyến bã nhờn có tên riêng.  Các tuyến bã nhờn trên môi và niêm mạc của má, và trên cơ quan sinh dục, được gọi là các điểm Fordyce, và các tuyến trên mí mắt được gọi là các tuyến meibomian.  Các tuyến bã nhờn của vú cũng được gọi là các tuyến Montgomery.